# Katherine Haber
Pour les articles homonymes, voir Haber.
Katherine Haber, née Sauks le 31 août 1984 à Toronto, est une rameuse canadienne.

## Carrière
Elle est médaillée d'or du deux de couple poids légers aux Jeux panaméricains de 2015 à Toronto et aux Jeux panaméricains de 2019 à Lima. Elle est également médaillée de bronze aux Championnats du monde d'aviron 2016 en skiff poids légers.